# Arrondissement d'Ahrweiler
Pour les articles homonymes, voir Ahrweiler.
L'arrondissement d'Ahrweiler est un arrondissement  (Landkreis en allemand) de Rhénanie-Palatinat (Allemagne). Son chef-lieu est Bad Neuenahr-Ahrweiler.

## Villes, communes et communautés d'administration
Nombre d'habitants au 31 décembre 2008.

### Villes non fusionnées
- 1. Bad Neuenahr-Ahrweiler, Stadt (27 427)
- 2. Grafschaft (10 990)
- 3. Remagen, Stadt (16 064)
- 4. Sinzig, Stadt (17 558)

### Communes fusionnées
- 1. Commune fusionnée d'Adenau

1. Adenau, Stadt * (2 856)
2. Antweiler (571)
3. Aremberg (233)
4. Barweiler (430)
5. Bauler (51)
6. Dankerath (83)
7. Dorsel (202)
8. Dümpelfeld (675)
9. Eichenbach (66)
10. Fuchshofen (89)
11. Harscheid (144)
12. Herschbroich (303)
13. Hoffeld (307)
14. Honerath (204)
15. Hümmel (539)
16. Insul (474)
17. Kaltenborn (396)
18. Kottenborn (166)
19. Leimbach (520)
20. Meuspath (141)
21. Müllenbach (474)
22. Müsch (212)
23. Nürburg (169)
24. Ohlenhard (143)
25. Pomster (174)
26. Quiddelbach (300)
27. Reifferscheid (592)
28. Rodder (253)
29. Schuld (742)
30. Senscheid (100)
31. Sierscheid (87)
32. Trierscheid (61)
33. Wershofen (886)
34. Wiesemscheid (265)
35. Wimbach (440)
36. Winnerath (221)
37. Wirft (147)

- 2. Commune fusionnée d'Altenahr

1. Ahrbrück (1 218)
2. Altenahr *(1 648)
3. Berg (1 439)
4. Dernau (1 860)
5. Heckenbach (242)
6. Hönningen (1 097)
7. Kalenborn (689)
8. Kesseling (613)
9. Kirchsahr (391)
10. Lind (588)
11. Mayschoß (996)
12. Rech (565)

- 3. Commune fusionnée de Bad Breisig

1. Bad Breisig *(8 914)
2. Brohl-Lützing (2 590)
3. Gönnersdorf (673)
4. Waldorf (897)

- 4. Commune fusionnée de Brohltal

1. Brenk (186)
2. Burgbrohl (3 230)
3. Dedenbach (413)
4. Galenberg (215)
5. Glees (596)
6. Hohenleimbach (360)
7. Kempenich (1 870)
8. Königsfeld (651)
9. Niederdürenbach (997)
10. Niederzissen * (2 703)
11. Oberdürenbach (614)
12. Oberzissen (1 090)
13. Schalkenbach (841)
14. Spessart (757)
15. Wassenach (1 105)
16. Wehr (1 138)
17. Weibern (1 548)

## Administrateurs de l'arrondissement
| 1816–1820 | Franz von Gruben (de)     | 1945        | Christian Ulrich (de)      |
| 1821–1822 | Philipp von Hilgers (de)  | 1945–1950   | Hermann Schüling (de)      |
| 1822–1840 | Carl von Gaertner (de)    | 1951–1965   | Werner Urbanus (de)        |
| 1841–1849 | Peter Joseph Schraut (de) | 1965–1973   | Heinz Korbach (de)         |
| 1850–1859 | Wilhelm von Hoevel (de)   | 1973–1976   | Christoph Stollenwerk (de) |
| 1859–1889 | Felix von Groote (de)     | 1977–1988   | Egon Plümer (de)           |
| 1889–1923 | Albert Heising (de)       | 1988–1999   | Joachim Weiler (de)        |
| 1923–1934 | Paul Meyers-Platen (de)   | depuis 2000 | Jürgen Pföhler (de)        |
| 1934–1945 | Peter Simmer (de)         |             |                            |

## Personnalités liées à l'arrondissement
- Eduard Profittlich (1890-1942), archevêque né à Grafschaft.